# PhiloBiblon
PhiloBiblon és una base de dades bio-bibliogràfica sobre textos vernacles escrits a la península ibèrica a l'edat mitjana i a principis del Renaixement, d'accés gratuït a través d'Internet.

## Descripció general
PhiloBiblon, que pren el seu nom de la descripció d'una biblioteca ideal efectuada al segle xiv pel britànic Richard de Bury, és el corpus de dades catalogat pel projecte PhiloBiblon: les fonts vernacles de la cultura ibèrica de l'edat mitjana i de principis del Renaixement. Fonts primàries, tant impreses com manuscrites, els textos que contenen, les persones involucrades en el procés de producció i/o la transmissió literària i les biblioteques que custodien els materials analitzats, juntament amb la bibliografia secundària més rellevant i els fitxers d'autoritat corresponents per a les persones, llocs i institucions.
PhiloBiblon consta de quatre bibliografies diferents:
- BETA Bibliografía Española de Textos Antiguos.[2] Textos medievals escrits en espanyol.
- BIPA Bibliografía de la Poesía Áurea.[3] Poesia dels Segles d'Or (XVI-XVII).
- BITAGAP Bibliografia de Textos Antigos Galegos e Portuguesos.[4] Textos medievals escrits en gallec i en portuguès.
- BITECA Bibliografia de Textos Antics Catalans, Valencians i Balears.[5] Textos medievals escrits en català.

## Història
PhiloBiblon deriva i es basa en BOOST (Bibliography of Old Spanish Texts), anomenat BETA (Bibliografía Española de Textos Antiguos) l'any 1992 per arran de la seva edició en CD-ROM. Alhora, BETA va tenir el seu origen en el Dictionary of the Old Spanish Language de la Universitat de Wisconsin (Madison). La primera edició impresa de BOOST es va publicar l'any 1975, la segona el 1977 i la tercera el 1984. La primera edició de la Bibliography of Old Catalan Texts (BOOCT) va ser creada el 1985. L'any 1988 va entrar en funcionament el que originalment s'havia d'anomenar Bibliography of Old Portuguese Texts (BOOPT). El 1992 els projectes BOOCT i BOOPT van canviar la seva denominació a BITECA i BITAGAP, respectivament. Finalment, l'any 1997, el projecte BIPA va estendre la projecció global del projecte fins als textos dels segles XVI i XVII.
La primera edició de BOOST (1975) va emprar un sistema gestor de base de dades de fitxer pla anomenat FAMULUS, originàriament escrit a Berkeley l'any 1967 per a la Pacific Southwest Forest and Range Experiment Station (Departament d'Agricultura dels EUA). El programa, dissenyat per al control de bibliografies personals, utilitzava fitxers en codi ASCII creats per qualsevol editor de textos i posteriorment cada fitxa s'indexava per lots. Aquest sistema presentava greus limitacions per a l'organització de materials més complexos, ja que només permetia un màxim de deu camps d'extensió variable, amb un màxim de 4000 caràcters per fitxa. Les versions impreses de BOOST de 1975 i 1977 van consistir en la presentació de tots els registres ordenats de manera jeràrquica per ordre de l'obra (autor / títol / data / ubicació actual), seguida dels índexs de cadascun dels camps, més els índexs per paraula dels camps relatius a autors i títols. El 1981, quan el control editorial de BOOST va passar a un nou equip de recerca a Berkeley, el Seminari Hispànic d'Estudis Medievals de Madison va continuar sent el proveïdor del suport tècnic del projecte. Es va tornar a reescriure FAMULUS per tal d'adaptar-lo a les necessitats del projecte, sense les limitacions que presentava pel que fa a nombre de camps, la seva extensió o el nombre de caràcters en els termes d'indexació. És per això que la tercera edició de BOOST (1984) contenia catorze camps a cada registre i va permetre imprimir termes d'indexació de fins a 159 caràcters.
L'aparició de sistemes més sofisticats i les limitacions de FAMULUS van conduir a un nou canvi tecnològic l'any 1985 amb la migració de BOOST i BOOCT des del vell sistema de Madison a un nou sistema a la Universitat de Califòrnia a Berkeley, SPIRES (Stanford Physics Information Retrieval System = Sistema Stanford de Recuperació d'Informació de la Física). Es tractava d'un programa interactiu, orientat a les dades textuals, que permetia la repetició de camps sense necessitat de limitar-los a un nombre de caràcters fix.
Finalment, l'any 1987, totes dues bibliografies van ser traslladades al sistema Revelation (més tard anomenat Advanced Revelation i ara OpenInsight, de Revelation Technologies), una base de dades relacional que operava amb MS-DOS i que, com a novetat més important, presentava la possibilitat que els camps d'extensió variable i repetida poguessin ser enllaçats dins d'estructures també repetides, a més de no comptar amb limitacions pel que fa al nombre de registres i de camps. Només existia un límit en la grandària del registre: que no podia excedir els 64K, una limitació que també operava quant a la longitud de cada camp individual. Una consideració primordial en la selecció d'un sistema relacional va ser l'anhel de posseir una base de dades molt més senzilla de mantenir i d'actualitzar, en permetre que un canvi realitzat en qualsevol de les fitxes s'efectués també de manera automàtica en totes aquelles fitxes enllaçades a la que havia estat modificada. Des de 1987, totes les dades de les quatre bibliografies han estat distribuïdes i controlades per diferents versions d'aquest mateix sistema gestor de base de dades, realitzat i desenvolupat per Revelation Technologies.
A l'agost de 2017 les quatre bibliografies contenien de manera conjunta més de 360.000 registres.